# Auroraastrild
Auroraastrild (Pytilia phoenicoptera) är en afrikansk fågel i familjen astrilder inom ordningen tättingar.

## Utseende och läte
Auroraastrilden är en udda och vacker medlem av familjen, med fint tvärbandad undersida, mestadels djupröda vingar och rött även på övergump och stjärt. Honan är ljusare grå än hanen. Arten liknar melbaastrild och gulvingad astrild, men utmärker sig genom de röda vingarna. Bland lätena hörs korta drillar och ett stigande "spink". Sången består av en blandning av ljusare visslingar och mörkare grälande toner.

## Utbredning och systematik
Auroraastrilden delas in i två underarter med följande utbredning:
- Pytilia phoenicoptera phoenicoptera: förekommer i Senegal och Gambia, Burkina Faso, norra Nigeria och Kamerun.
- Pytilia phoenicoptera emini: förekommer från Kamerun till Sydsudan, nordöstra Kongo-Kinshasa och norra Uganda

Tillfälligt har den setts i Spanien, men det anses osannolikt att den nått dit på naturlig väg.

### Levnadssätt
Auroraastrilden hittas i fuktiga öppna lövskogar, savann och buskmarker där den är generellt ovanlig och tillbakadragen. Den ses enstaka eller i par, ibland i flockar med andra fågelarter.

## Status och hot
Arten har ett stort utbredningsområde och en stor population med stabil utveckling och tros inte vara utsatt för något substantiellt hot. Utifrån dessa kriterier kategoriserar internationella naturvårdsunionen IUCN arten som livskraftig (LC).